# 파이널 데스티네이션 블러드라인
《파이널 데스티네이션 블러드라인》(영어: Final Destination: Bloodlines)은 2025년 개봉 예정인 미국의 초자연 공포 영화이다. 재크 리포브스키와 애덤 스타인이 감독을 맡았으며, 영화 《파이널 데스티네이션》 시리즈의 여섯 번째 작품이다.

## 출연진
- 케이틀린 산타후아나 : 스테파니 루이스 역
- 테오 브리온스 : 찰리 루이스 역
- 리처드 하먼 : 에릭 캠벨 역
- 오언 패트릭 조이너 : 바비 캠벨 역
- 리아 킬스테트 : 달린 루이스 역
- 애나 로어 - 줄리아 캠벨 역
- 브렉 배신저 : 아이리스 캠벨 역 (현재: 가브리엘 로즈)
- 토니 토드 : 윌리엄 블러드워스 역
- 맥스 로이드존스 : 폴 캠벨 역
- 틴포 리 : 루이스 역
- 알렉스 자하라 : 하워드 캠벨 역
- 에이프릴 텔릭 : 브랜다 캠벨 역